# Kyrkbacken, Ven
Kyrkbacken är ett fiskeläge på ön Vens västra sida, i Sankt Ibbs socken i Landskrona kommun. Orten var före 2015 en av SCB avgränsad och namnsatt småort. Småorten upphörde när området växte samman med småorten Tuna för att bilda tätorten Tuna.

## Samhället
Här finns en populär gästhamn och ett hamnmuseum. Samhället ligger vackert invid Backafall. Ovanför samhället, på Backafalls-krönet, ligger Sankt Ibbs gamla kyrka från 1200-talet.

## Historia
Platsen har sannolikt fisketraditioner långt tillbaka i tiden och på en karta av den danske kartografen Johannes Mejer från 1650-talet är platsen nedanför kyrkan angiven som ”Fisherhaven”.  Men det var först i början av 1800-talet som de första yrkesfiskarna som hade fisket som sin huvudsakliga näring började bli vanligt, mycket på grund av att allt fler öbor blev utan jord efterhand som befolkningen ökade. 
Tillkomsten av hamnen i Kyrkbacken inleddes genom att en ”landbrygga” började anläggas 1868 och fortsatte växa efterhand åren därefter och 1878 stod hamnen klar och var Vens första riktiga hamn. Genom en större hamn kunde fiskarna skaffa sig större båtar och därmed ge sig ut på längre turer för större fångster. Men det som främst ökade efter hamnbygget var antalet mindre fraktskutor med hemmahamn Kyrkbacken, vanligtvis segelfartyg av typen jakt, skonare och  galeas. Vid 1900  hade välståndet ökat ytterligare och då fanns ett 50-tal hus med omkring 300 invånare och mindre partrederier var mycket vanligt. Mycket av transporterna då var utskeppning från öns tegelbruk vid Norreborg. Runt 1907 byggdes hamnen ut igen för att bli ungefär den storlek den är idag. 
Hvenskutorna växte både till antal och storlek, tremastade skonare började användas och vid 1915 fanns 45 fartyg registrerade hos Hvens Fartygsförsäkringsförening, totalt fanns omkring 50 stycken. Under första världskriget var det goda ekonomiska år med bland annat koltransporter till Tyskland och under 1920-talet var det vanligt med trätransporter från Norrland. Därefter under mellankrigstiden började fartygsverksamheten minska även om man satsade på motorbaserade båtar. En av anledningarna var att lastbilstransporter började ersätta transport via skutor. Vid andra världskrigets slut fanns 28 båtar, och på 1950-talet var 12 kvar och 1957 gick fartygsförsäkringsföreningen i konkurs på grund av åtta haverier. 1964 fanns enbart ett segelfartyg kvar, Hvenskutan Tuna av Kyrkbacken.
Mellan 1960 och 1975  hade Kyrkbacken en permanent färjeförbindelse under sommartid då M/S Pendula trafikerade Helsingborg och Sletten i Danmark till Kyrkbacken. Öns huvudhamn för färjor är annars Bäckviken.